# Didier Baichère
Pour les articles homonymes, voir Baichère.
Didier Baichère, né le 20 août 1970 à Limoux (Aude), est un homme politique français.
Membre d'En marche (devenu La République en marche), il est député de la première circonscription des Yvelines de 2017 à 2022.

## Parcours professionnel
Après un baccalauréat scientifique, spécialité physique, à l'École nationale de chimie physique et biologie de Paris (13e arrondissement de Paris), il obtient un DESS à l'université Paris-Descartes en psychologie du travail[réf. nécessaire].
Didier Baichère est directeur des ressources humaines pendant une vingtaine d’années au sein de groupes internationaux du secteur des hautes technologies et de la défense, comme Alcatel Lucent, CGI, DCNS ou AKKA Technologies[réf. nécessaire].

## Parcours politique
Didier Baichère commence son engagement politique aux élections municipales de 2014 à Versailles, où il se présente sur la liste socialiste « Le progrès pour Versailles » conduite par Isabelle This Saint-Jean, en deuxième position. La liste recueille 14,9 % des voix et obtient quatre sièges au conseil municipal. Il est conseiller municipal de Versailles de 2014 au 27 mai 2020.
Candidat sous l'étiquette de La République en marche, il arrive en tête du premier tour des élections législatives de 2017 dans la première circonscription des Yvelines avec 42 % des voix exprimées. Il remporte l'élection au second tour, contre le candidat Les Républicains François-Xavier Bellamy, avec 51 % des voix exprimées.
À l'Assemblée nationale, il rejoint le groupe La République en marche. En juillet 2019, à l'occasion de la remise en jeu des postes au sein de la majorité, il se porte candidat à la questure de l'Assemblée.
En octobre 2020, il participe à la fondation de l'association « En commun », écologiste et de centre gauche créé en avril 2020 autour de Barbara Pompili, d'Hugues Renson et de Jacques Maire, députés du groupe La République en marche qui s'inscrit dans la majorité présidentielle.
En 2022, Didier Baichère adhère à Territoires de Progrès. Territoires de progrès se définit au sein de la majorité présidentielle comme de centre gauche, social-démocrate et progressiste. Depuis décembre 2022, il est membre du Conseil National du mouvement et titulaire au sein du Comité chargé des statuts et des différends.